# Битцер

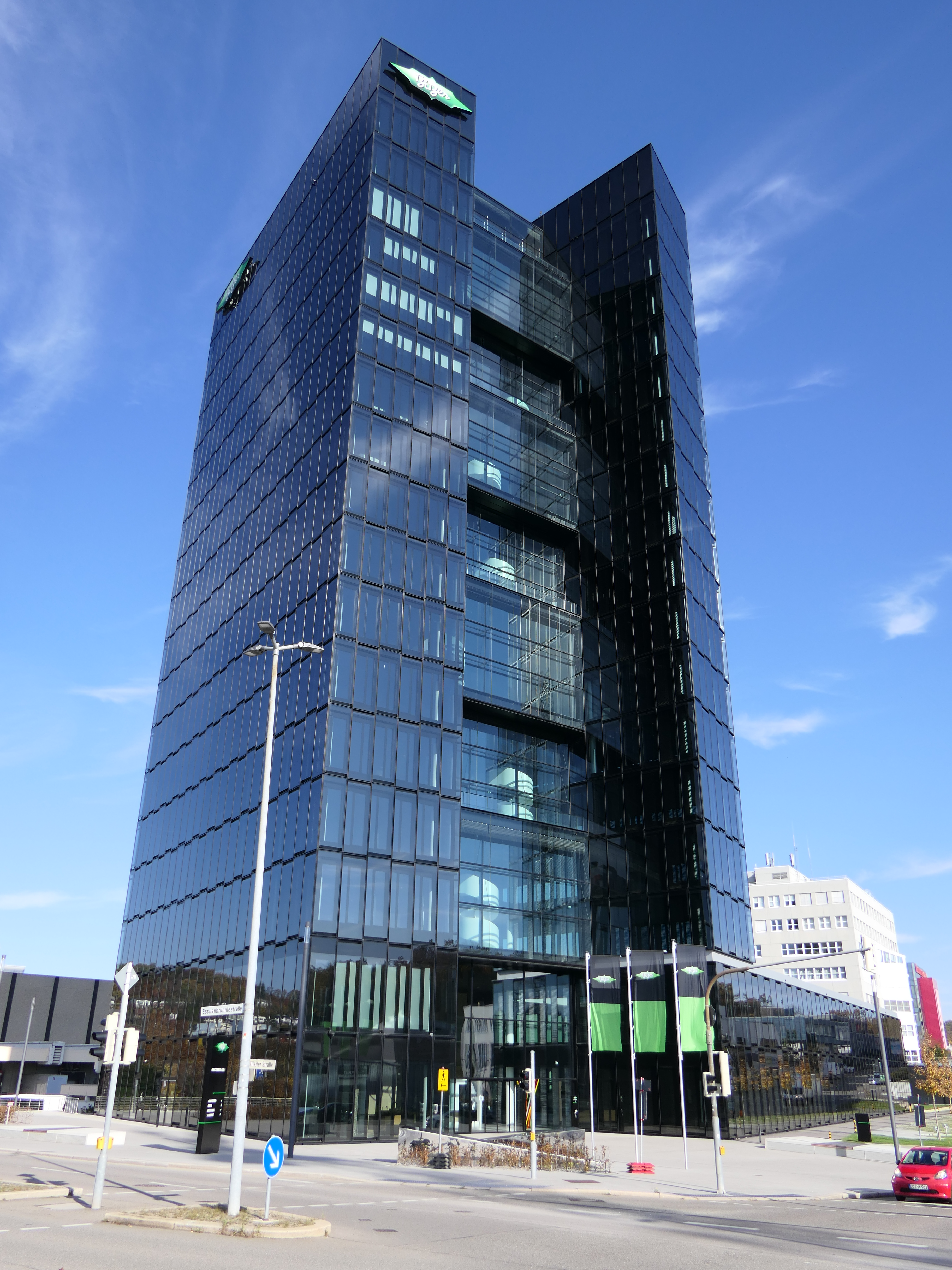
Штаб-квартира в Зиндельфингене

Битцер (Bitzer SE, Bitzer Societas Europaea) — производитель оборудования для охлаждения и кондиционирования воздуха. В 2020 году объём продаж компании составил 808 миллионов евро. «Битцер» имеет 72 офиса, по состоянию на 2020 год в компании работало около 3800 сотрудников по всему миру.

## История
Компания основана в 1934 году Мартином Битцером (нем. Martin Bitzer) как Apparatebau für Kältetechnik. Компания начала свою деятельность с производства расширительных клапанов и 2-цилиндровых поршневых компрессоров постоянного тока. К 1959 году в компании работало 206 сотрудников, продукция экспортировалась в 56 стран.
В 1961 году дипломированный инженер Ульрих Шауфлер возглавил компанию Bitzer Kühlmaschinenbau GmbH. Он оставался её главой до своей смерти в 1979 году, когда компанию унаследовал его сын Петер Шауфлер. В компании работало 270 сотрудников, объём продаж составил 30 миллионов немецких марок.
В последующие годы Петер Шауфлер основал более 40 дочерних компаний на всех пяти континентах, в том числе производственные предприятия в Германии, Португалии, Китае, Австралии, Южной Африке, Бразилии, Индонезии и США. Bitzer является активным акционером различных компаний, в 2007 году она приобрела датского производителя решений для управления Lodam electronics a/s, подразделение транспортного охлаждения финской компании Lumikko в 2011 году. В 2013 году была куплена компания  Armaturenwerk Altenburg GmbH. Во всех своих дочерних компаниях «Битцер» настаивает на экологической политике, направленной на сохранение ресурсов, за что компания получила множество наград и сертификатов.
В 2008 году материнская компания Bitzer Kühlmaschinenbau GmbH & Co. Holding KG была реорганизована в «европейскую компанию» Bitzer Societas Europaea.

## Продукция
Компания производит компоненты для технологии охлаждения и кондиционирования воздуха:
- поршневые компрессоры;
- винтовые компрессоры;
- спиральные компрессоры;
- компрессорно-конденсаторные агрегаты;
- теплообменники;
- сосуды высокого давления;
- электронные компоненты для холодильного оборудования.

## Интересные факты
Компрессоры «Bitzer» можно легко определить по внешней окраске — для своих агрегатов компания выбрала зелёный цвет, которым она подчёркивает применение экологически безопасных технологий.